# 오창 청풍김문 쌍효각
오창 청풍김문 쌍효각은 충청북도 청주시 청원구에 있다. 2015년 4월 17일 청주시의 향토유적 제119호로 지정되었다.

## 개요
1700년 김호철, 김호열 형제의 효행을 기리기 위해 세운 정려각이다.